# Campeonato Nacional de Interligas Femenino

El Campeonato Nacional de Interligas Femenino es el máximo evento a nivel de selecciones de fútbol femenino de cada una de las ligas o federaciones del interior de Paraguay, organizada por la Unión del Fútbol del Interior. En el mismo están representados todos los departamentos, a excepción de la capital del país, Asunción. 

## Inicios
Como precursora y promocionando el fútbol femenino en el interior del país, entre 2006 y 2013 la Unión del Fútbol del Interior organizaba un campeonato nacional femenino, que puede ser considerado como experimental y que en sus primeras ediciones se disputaba en su etapa final en una sede fija (Encarnación 2006, Caaguazú 2008 y Mariano Roque Alonso 2009), en el 2010 se jugaría inicialmente en Limpio, pero finalmente se jugó sin sede fija al igual que el último campeonato de 2013. Estos campeonatos son considerados precursores del actual campeonato nacional de interligas femenino oficial.
Se organizaron 5 campeonatos: